# Szkoła Podstawowa im. Marszałka Józefa Piłsudskiego w Werbkowicach
Szkoła Podstawowa im. Marszałka Józefa Piłsudskiego w Werbkowicach – szkoła podstawowa znajdująca się przy ulicy Jana Pawła II 17 w Werbkowicach.

## Historia

### Początki szkoły

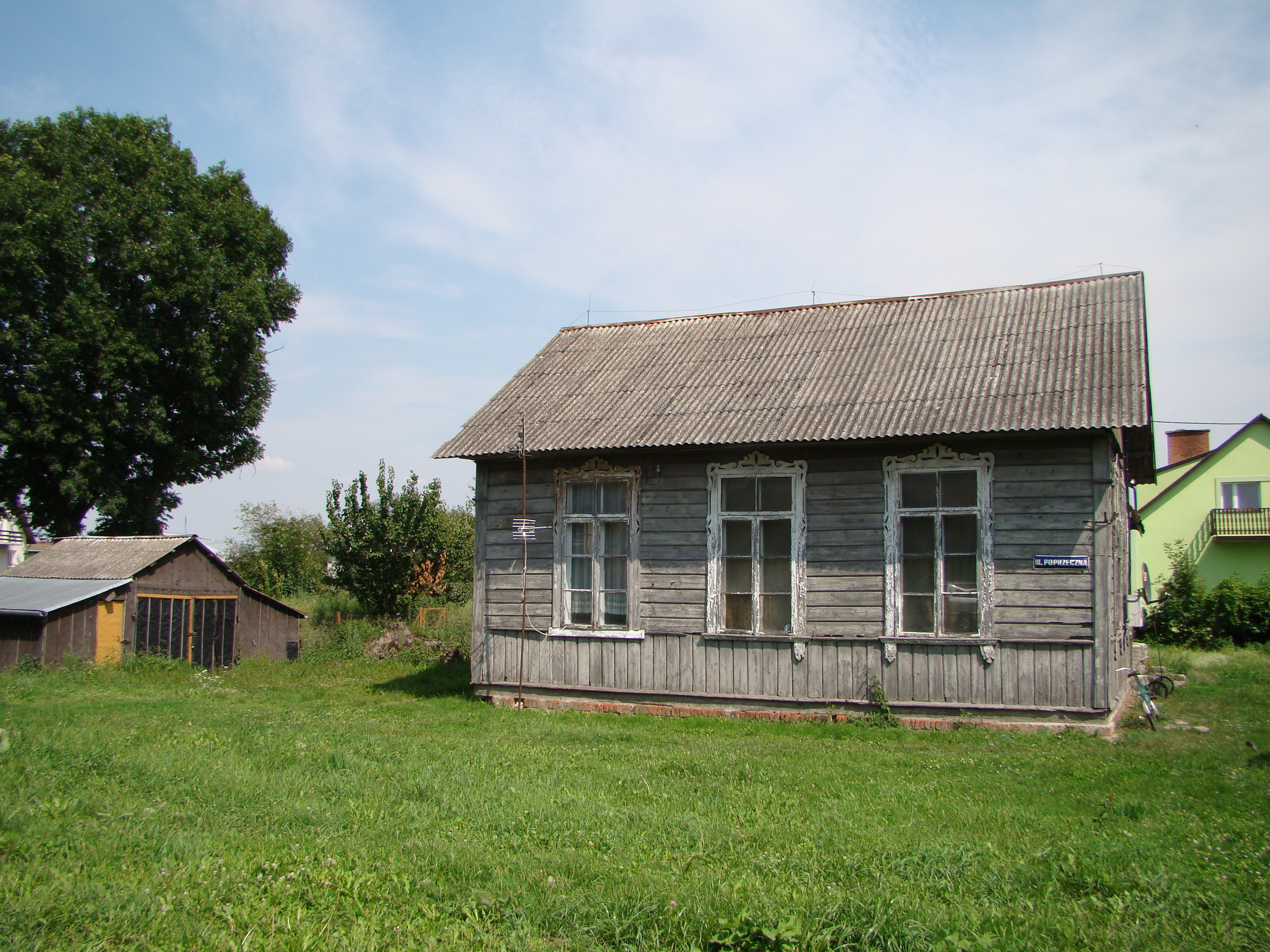
Pierwszy budynek szkolny (2014)

Prawdopodobnie w 1881 roku prawosławny pop zorganizował małą szkółkę dla dzieci. Nauka odbywała się w języku rosyjskim, a na lekcjach potępiano wszystko, co polskie. Po wybuchu I wojny światowej ludność miejscowości wyjechała w głąb Rosji. W listopadzie 1918 roku, po odzyskaniu niepodległości przez Polskę, w Werbkowicach utworzono pierwszą polską szkołę, w której naukę rozpoczęła niewielka liczba uczniów. Ze względu na sytuację polityczną kraju i wojnę polsko-bolszewicką, nauka bardzo często zostawała przerywana. W 1919 roku ze Stanisławowa do Werbkowic przybyła młoda nauczycielka Zofia Geissler, która zaczęła organizować szkołę.
1 września 1919 roku rozpoczął się pierwszy rok szkolny w polskiej szkole, a na lekcje uczęszczało około 50 dzieci. Od 1921 roku w szkole przybywało uczniów, a dwuizbowy budynek okazał się za mały, dlatego wynajęto izbę lekcyjną naprzeciw szkoły. W roku szkolnym 1921-1922 w szkole powszechnej w Werbkowicach było ponad 100 uczniów, a cztery lata później ponad 300. Zatrudnionych było 5 nauczycielek, które prowadziły zajęcia w 4 izbach.

### Lata 1926–1947

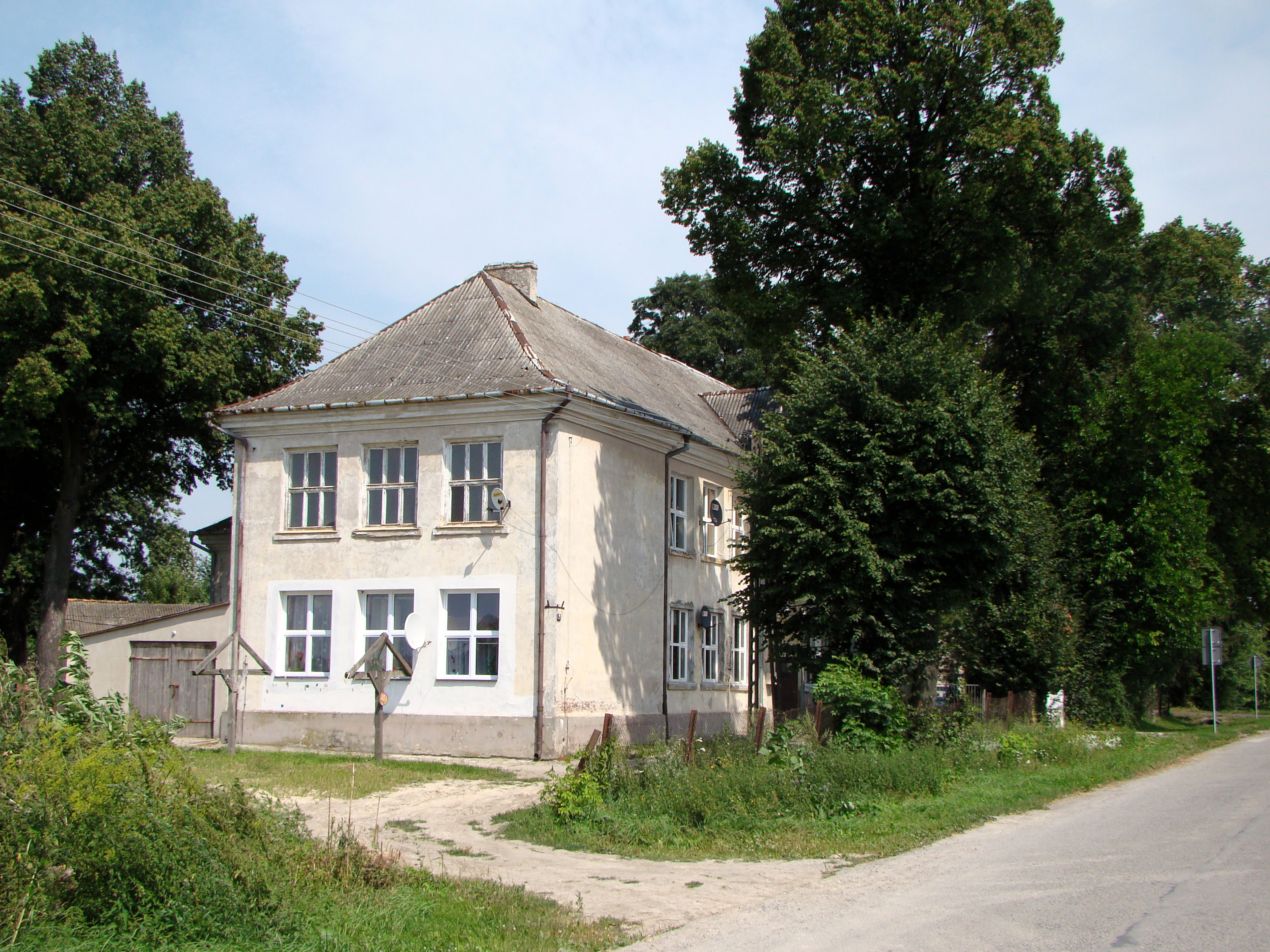
Drugi budynek szkolny (2014)

Trudne warunki i rosnąca liczba uczniów wpłynęły na podjęcie decyzji o budowie nowego gmachu szkoły. W latach 1926–1928 zbudowano nową szkołę, a w pierwszych dniach listopada 1928 roku odbyła się uroczystość otwarcia nowego budynku, którego dokonał ks. Kazimierz Czekański. Szkole nadano imię Marszałka Józefa Piłsudskiego. W latach 1930–1939 do szkoły uczęszczało około 350 uczniów rocznie, a nauczało 8 nauczycieli. W październiku 1939 roku Niemcy zajęli budynek szkoły, a sprzęt wyrzucono na podwórze. Polacy zostali przeniesieni do Terebińca, do pałacyku Podhoreckich, a do ich użytku oddano 3 pomieszczenia. W czasie wakacji 1940 roku główny budynek szkoły zamieniony został na magazyn zwożonego w ramach kontyngentu zboża oraz posterunek policji.
Po napaści UPA zimą 1943 roku, działalność szkoły została zawieszona. Do pałacu wdarli się Ukraińcy, zabitych zostało 18 osób, a kilka było rannych. Po tym wydarzeniu wieś opustoszała, Polacy zaczęli uciekać do Zamościa i Hrubieszowa. Główny gmach szkoły zajmowali Ukraińcy oraz sporadycznie Niemcy. Jedna sala została przeznaczona do użytku szkoły ukraińskiej, a dotychczasowy pokój nauczycielski stał się mieszkaniem jednej z nauczycielek. Akta i sprzęt zostały spalone w lipcu 1944 roku. Ocalało jedynie kilka książek, zabranych przez Zofię Geissler.
Późną jesienią 1944 roku organizacją szkoły zajmował się Edward Siwek. Do użytku szkolnego przeznaczona została jedna izba, a zapisanych było 45 uczniów. Budynek po wojnie był bardzo zniszczony. Pod ciężarem zboża wygięły się sufity, popękały tynki, dach był podziurawiony od pocisków. W czasie wakacji 1945 przygotowane zostały jeszcze dwie izby. Od 1 września do szkoły uczęszczało 230 dzieci, a w październiku ponad 300. W połowie września szkołę opuścił dotychczasowy kierownik, Edward Siwek, a nowym został Franciszek Lipko. Szkoła wówczas dysponowała 30 ławkami i 3 tablicami, brak było zeszytów oraz podręczników. Nauka odbywała się od 8 do 16 na 3 zmiany.
W wakacje 1946 roku przeprowadzono remont dachu, wymieniono okna, przygotowano 6 sal lekcyjnych. Rok szkolny 1946/1947 rozpoczęło 5 nauczycieli i ponad 350 uczniów. Zorganizowano 8 kompletów nauczania. Pod koniec września liczba uczniów przekroczyła 400. Zaprzestano wtedy przyjmowania kolejnych, ze względu na to, że budynek szkolny nie był w stanie już ich zmieścić. 6 grudnia 1946 roku odbyła się pierwsza uroczystość szkolna.
W protokole z posiedzenia rady pedagogicznej z 20 grudnia 1947 roku zapisano:

Zadaniem nowej szkoły polskiej jest wychowanie człowieka pełnowartościowego, demokraty, umiejącego czcić prawa, które mu są dane z tytułu obywatelstwa polskiego, wyrobić w nim poczucie obowiązkowości w stosunku do państwa i społeczeństwa, a także poczucia godności człowieka i umiejętności harmonijnego współżycia.

### Okres PRL
W latach 1947–1950 obowiązującym językiem obcym był język francuski, natomiast od 1950 był to język rosyjski. Od 1955 do stycznia 1957 nie uczono w szkole religii. W 1958 roku dekretem Ministra Oświaty usunięto ze szkół krzyże. Zmiany polityczne w Polsce po II wojnie światowej spowodowały, że szkoła utraciła imię Marszałka Józefa Piłsudskiego. Od 1947 roku funkcjonowała jako Publiczna Szkoła Powszechna w Werbkowicach.
Do 1960 roku do szkoły uczęszczało 6614 uczniów, a ukończyło ją 647 uczniów. W 1961 roku podjęto starania o budowę nowego budynku szkoły. Kuratorium lubelskie nie zgodziło się, a Warszawa w ogóle nie odpowiedziała. Został również wysłany list do Władysława Gomułki z prośbą o nową szkołę. Fragment listu:

Nasza Gromadzka rada narodowa pierwsza w powiecie w 100% wykonała zbiórkę na Społeczny Fundusz Budowy Szkół 1000-lecia za rok 1961. Tym samym wykonaliśmy zobowiązanie 1-majowe. Nadmieniamy, że od kilku lat GRN w Werbkowicach przoduje na tym odcinku w powiecie. Jednocześnie prosimy gorąco o nową szkołę, która jest nam niezbędna, by móc w pełni realizować wytyczne naszej Partii.

W styczniu 1966 kierownikiem szkoły został Stanisław Barczuk. Do szkoły uczęszczało 557 dzieci, a gdy wprowadzono klasy ósme – ponad 600. W roku szkolnym 1967-1968 w 20 oddziałach (klasach) uczyło się 637 uczniów. Do dyspozycji uczniów oraz nauczycieli dostępnych było 8 izb w budynku głównym oraz 2 w budynku pomocniczym. Zorganizowana została sala do zajęć praktyczno-technicznych oraz dwie pracownie - biologiczna i fizyczna. Lekcje wychowania fizycznego odbywały się na korytarzach, a latem na boisku szkolnym. Od września 1973 rok szkolny dzielił się na dwa okresy, a nie jak dotychczas na cztery. Rok 1975 przyniósł kolejne zmiany w szkolnictwie. Jedną z idei lat 70. była "duża szkoła", czyli taka, która przyjmowała nawet ponad tysiąc uczniów. Aby podnieść poziom pracy, w związku z reformą utworzono zbiorczą szkołę gminną i rozpoczęto dowożenie dzieci z okolicznych wiosek. Przestronny niegdyś budynek zaczął pękać w szwach, dlatego zaczęto starać się o wydanie pozwolenia na budowę nowej szkoły.

### Lata od 1989

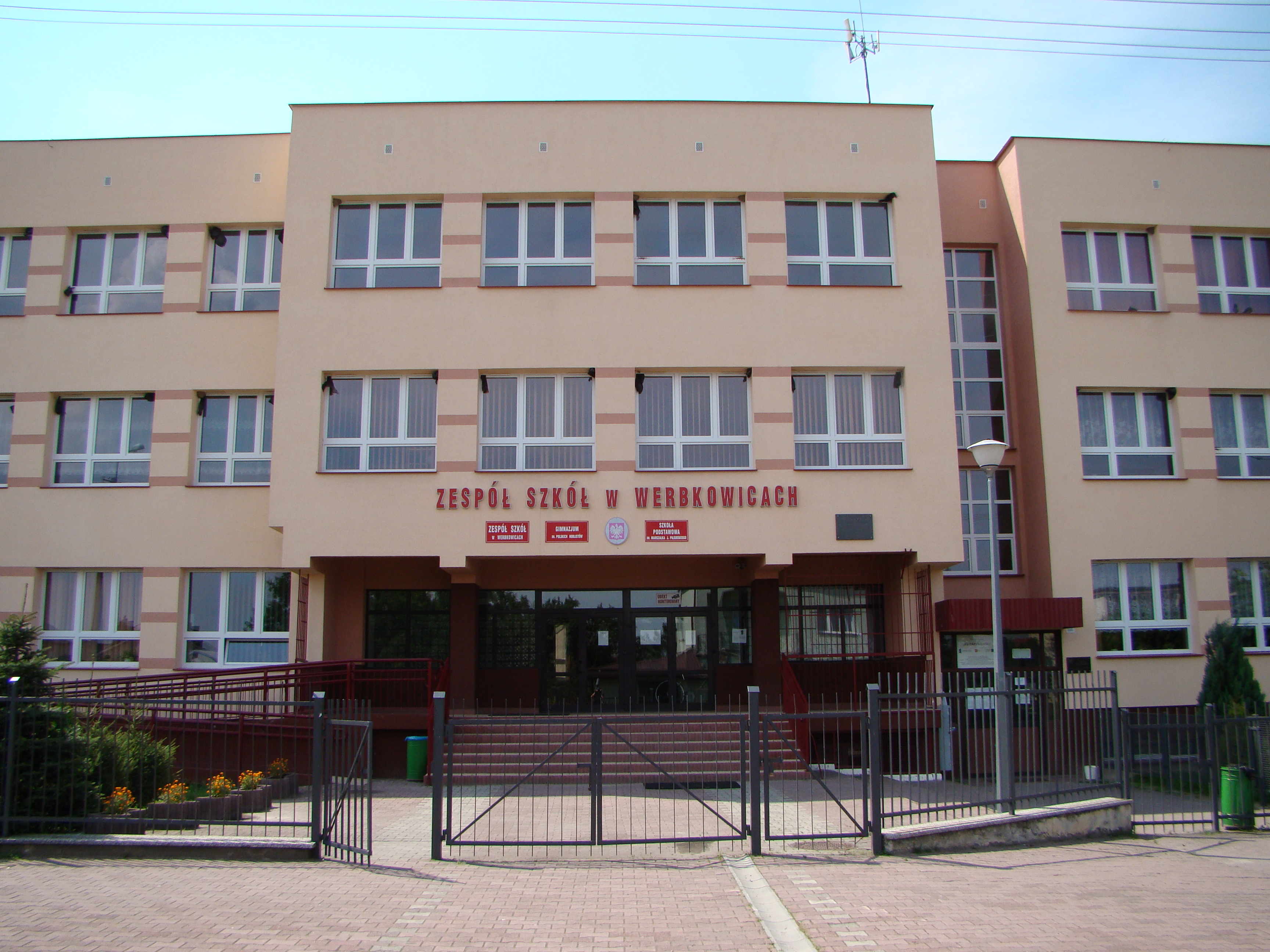
Obecny budynek szkolny (2014)

Prace nad przywróceniem szkole imienia zaczęto na początku roku szkolnego 1988/1989. Władze gminne przychyliły się do wniosku Rady Pedagogicznej, aby patronem ponownie ogłosić Piłsudskiego, jednak sprawa została odroczona aż do momentu oddania nowego budynku szkoły.
Dopiero w 1990 roku rozpoczęto prace przy budowie gmachu szkolnego. Pod koniec września 1991 roku dyrektor Lucyna Nowosad poinformowała, że budowa musi zostać wstrzymana ze względu na brak funduszy. Dopiero w roku szkolnym 1993-1994 na nowo podjęto temat budowy nowego gmachu. W 1995 roku uczniowie klas ósmych pracowali przy zbiorach marchwii, tym samym zarabiali na nową szkołę, której gmach już był zbudowany, lecz nie był wyposażony.
15 stycznia 1996 młodzież przeprowadziła się do jednej części budynku. Po 3 latach oddano do użytku drugi segment, ale przeznaczono go dla tworzącego się gimnazjum. 30 kwietnia 2000 odbyło się wmurowanie kamienia węgielnego pod budowę hali sportowej, która miała otrzymać imię Bronisława Malinowskiego.
12 maja 2000 szkoła otrzymała ponownie swoje imię.
W dniach 21-22 września 2018 odbyły się obchody 100-lecia szkoły. Uroczystości rozpoczęły się odsłonięciem tablicy pamiątkowej, a po południu odbył się koncert Tomasza Momota i Natalii Wilk.
Na mocy zarządzenia wójta gminy z dnia 5 sierpnia 2021 roku utworzony został Zespół Szkolno-Przedszkolny w Werbkowicach, w skład którego wchodzą Szkoła Podstawowa im. Marszałka Józefa Piłsudskiego oraz Przedszkole Samorządowe „Bajka”. Anna Woś oraz Anna Kolenda zostały odwołane ze stanowisk dyrektorskich obu placówek. Na stanowisko dyrektora Zespołu Szkolno-Przedszkolnego została mianowana Małgorzata Majewska-Tkaczuk. 10 lutego 2022 dyrektorem został Szczepan Adam Jabłoński, a jego zastępcą Robert Harpeniuk.

## Kierownicy i dyrektorzy szkoły

### Kierownicy
- 1919–1944 – Zofia Geissler
- 1944–1945 – Edward Siwek
- 1945–1955 – Franciszek Lipko
- 1955–1959 – Aleksy Kulawczyk
- 1959–1964 – Włodzimierz Iwanowicz
- 1965–1981 – Stanisław Barczuk
- 1981–1984 – Mieczysław Szafran
- 1984–1989 – Jan Guźmięga

### Dyrektorzy
- 1989–1992 – Lucyna Nowosad
- 1992–1993 – Alfreda Szpak
- 1993–1995 – Eugeniusz Kaczan
- 1995–1997 – Marek Mazur
- 1998–2000 – Alicja Kusiak
- 2001–2009 – Beata Kusier
- 2009–2016 – Maria Kaliszczuk
- 2016–2018 – Marta Pietrusiewicz[34]
- 2018–2021 – Anna Woś[31]
- 2021–2022 – Małgorzata Majewska-Tkaczuk[b]
- od 2022 – Szczepan Adam Jabłoński[3]